# Diecezja Le Puy-en-Velay
Diecezja Le Puy-en-Velay – diecezja Kościoła rzymskokatolickiego we Francji. Powstała w III wieku. W 1801 została zlikwidowana, ale już w 1822 przywrócono ją. W 2002 została przeniesiona ze zlikwidowanej wówczas metropolii Bourges do nowo powstałej metropolii Clermont.